# Anholtlejren
 Der er for få eller ingen kildehenvisninger i denne artikel, hvilket er et problem. Du kan hjælpe ved at angive troværdige kilder til de påstande, som fremføres i artiklen.

Anholtlejren var en aktiv lejr i 21 år, fra 1982 til 2002. Den foregik på øen Anholt og var stiftet af nogle af Jes Bertelsens kursister.
Stifterne oprettede foreningen Corona, som udgav et blad af samme navn.